# Iro Haarla
Iro Haarla, (Tampere, 1956. november 7. –) finn dzsesszzongorista, hárfás, zeneszerző, zenekarvezető.

## Pályafutása
A helsinki Sibelius Akadémián Haarla klasszikus zongorázást, zeneszerzést és improvizációt tanult. Eredetileg koncertzongorista szeretett volna lenni, de 1978-ban, Edward Vesala dzsesszdobossal való találkozása után a dzsessz felé fordult.
Először Vesala műveinek hangszerelőjeként vált ismertté a „Sound & Fury” finn együttessel. Később két évtizeden át együttműködtek. Eegy 2008-as Washington Post interjúban Haarla kijelentette, hogy ez idő alatt egyáltalán nem szerzett saját zenét, hanem teljes mértékben Vesala támogatására összpontosított. Támogató szerepe részeként hangszeres repertoárját is bővítette különböző billentyűs hangszerekkel, harmonikával, továbbá hárfával − amelyet teljes mértékben autodidakta módon sajátított el.
Edward Vesala halála után, 1999-ben szólókarrierbe kezdett. Sok együttessel lépett fel és vezetett is. Számos albumot rögtítettek.
Haarla zenéjét a szakemberek úgy jellemezik, mint „az improvizáció és a zeneszerzés misztikája között félúton imbolygó pontot”. Zongorajátékát komoly minőségűnek, hárfajátékát pedig „finoman romantikusnak” nevezik.

## Albumok
- 1986: Lumi
- 2001: Yarra Yarra
- 2005: Penguin Beguine
- 2006: Northbound
- 2007: The Sky Is Ruby
- 2010: Heart of a Bird
- 2011: Vespers
- 2013: Kolibri
- 2015: Kirkastus
- 2019: Around Again: The Music of Carla Bley
- 2020: Vodjanoi

## Díjak
- 2005, 2011: Az év dzsesszlemeze: 2005 (Penguin Beguine; 2011 Vespers)
- 2006: she was awarded at Finnish Jazz Federation
- 2018: she was awarded at the Pori Jazz Festival
- 2020: elnyerte elnyerte a Finnország jazzlegendája díjat

## Fordítás
- Ez a szócikk részben vagy egészben  az   Iro Haarla című angol Wikipédia-szócikk ezen változatának fordításán alapul.  Az eredeti cikk szerkesztőit annak laptörténete sorolja fel. Ez a jelzés csupán a megfogalmazás eredetét és a szerzői jogokat jelzi, nem szolgál a cikkben szereplő információk forrásmegjelöléseként.